# 볼프강 베흐렌트
볼프강 베흐렌트(독일어: Wolfgang Behrendt, 1936년 6월 14일 ~ )는 독일의 권투 선수로 1956년 하계 올림픽 밴텀급에서 금메달을 땀으로써 (동독 팀이 아닌 동서독 단일팀이라 비공식으로) 동독 최초의 올림픽 챔피언이 되었다. 그는 베를린에서 태어났다.

## 인물 정보
볼프강 베흐렌트는 1936년 6월 14일에 베를린에서 태어났다. 그는 11세때 권투를 시작했다. 그는 1955년 유럽 선수권 대회에서 동메달을 땄다.
베흐렌트는 1956년 멜버른 하계 올림픽에서 금메달을 땄다.

## 참조
1. 1 2  올림픽 성적[깨진 링크(과거 내용 찾기)]